# Piledriver (album)
Pour les articles homonymes, voir Piledriver (homonymie).
Albums de Status Quo
Dog of Two Head
(1971) Hello!
(1973)
Singles
1. Paper Plane
Sortie : 10 novembre 1972

Piledriver est le 5e album studio du groupe de rock anglais, Status Quo. Il est sorti le 15 décembre 1972 sur le label Vertigo Records (A&M Records en Amérique du Nord) et a été produit par le groupe.

## Historique
Il est le premier album pour le label Vertigo Records et le premier produit par le groupe. En continuité de son prédécesseur, Dog of Two Head (1971), il est tourné résolument vers le rock et le boogie, la période pop est derrière eux. Les guitares se font rageuses et l'attitude des musiciens sur la pochette de l'album est sans équivoque. Il comprend une reprise des Doors, Roadhouse Blues chantée par Alan Lancaster. Lors de leur première tournée européenne, le groupe se trouvait dans un night-club en Allemagne lorsqu'il entendit pour la première fois cette chanson et il leur devint évident que c'est dans cet esprit là que devait évoluer leur musique mais en plus "heavy". C'est à partir de là que le "12-bar blues shuffle rhythm" devint la marque de fabrique du groupe. Le groupe commença immédiatement à répéter ce morceau et à l'introduire peu à peu dans leur set-list lors des concerts ainsi que la plupart des chansons de cet album qui furent écrites en tournée.
Cet album sera enregistré en septembre et octobre 1972 dans les Studios IBC de Londres dans les conditions du "Live". La musique fut jouée et enregistrée ensemble par les quatre musiciens, seul le chant fut enregistré séparément.
L'unique single tiré de l'album fut Paper Plane qui se classa à la 8e place des charts britanniques. Sa face-B est la chanson Softer Ride qui ne figurera pas sur l'album mais sera reprise pour l'opus suivant, Hello!.
Pile Driver sera le premier album du groupe classé à dans les charts britanniques où il atteindra la 5e place et resta classé pendant 38 semaines. Il entra aussi dans les charts allemands (#31) et norvégiens (#23) et sera certifié disque d'or en France en 1977 où il est considéré par beaucoup comme le meilleur album du groupe.
La réédition 2005 contient un titre bonus : Don't Waste My Time en version public. Le 24 mars 2014 sortira la version "Deluxe Edition" qui comprend un compact-disc supplémentaire avec de nombreuses versions des titres de l'album enregistrés en public lors de sessions pour la BBC.

## Liste des titres
Face 1
| No | Titre               | Auteur                       | Chant          | Durée |
| -- | ------------------- | ---------------------------- | -------------- | ----- |
| 1. | Don't Waste My Time | Francis Rossi, Robert Young  | Rossi          | 4:18  |
| 2. | O Baby              | Rossi, Rick Parfitt          | Rossi, Parfitt | 4:33  |
| 3. | A Year              | Alan Lancaster, Bernie Frost | Rossi          | 5:50  |
| 4. | Unspoken Words      | Rossi, Young                 | Parfitt        | 5:10  |

Face 2
| No | Titre                                  | Auteur                                | Chant     | Durée |
| -- | -------------------------------------- | ------------------------------------- | --------- | ----- |
| 5. | Big Fat Mama                           | Rossi, Parfitt                        | Parfitt   | 5:53  |
| 6. | Paper Plane                            | Rossi, Young                          | Rossi     | 2:57  |
| 7. | All The Reasons                        | Parfitt, Lancaster                    | Parfitt   | 3:43  |
| 8. | Roadhouse Blues (reprise de The Doors) | Morrison, Manzarek, Krieger, Densmore | Lancaster | 7:28  |

Titre bonus de la réédition 2005
| No | Titre                      | Auteur       | Chant | Durée |
| -- | -------------------------- | ------------ | ----- | ----- |
| 9. | Don't Waste My Time (Live) | Rossi, Young | Rossi | 4:21  |

### Disque bonus Edition Deluxe 2014
BBC Sound of the Seventies 20/11/1972 (Live)
| No | Titre               | Auteur             | Durée |
| -- | ------------------- | ------------------ | ----- |
| 1. | Don't Waste My Time | Rossi, Young       | 4:24  |
| 2. | Oh Baby             | Rossi, Parfitt     | 4:26  |
| 3. | Unspoken Words      | Rossi, Young       | 5:06  |
| 4. | Paper Plane         | Rossi, Young       | 3:00  |
| 5. | Softer Ride         | Lancaster, Parfitt | 4:03  |

John Peel Sessions 09/01/1973 (Live)
| No | Titre               | Auteur       | Durée |
| -- | ------------------- | ------------ | ----- |
| 6. | Paper Plane         | Rossi, Young | 2:57  |
| 7. | Don't Waste My Time | Rossi, Young | 4:20  |

BBC In Concert, Paris Theatre, London 01/03/1973
| No  | Titre               | Auteur                                | Durée |
| --- | ------------------- | ------------------------------------- | ----- |
| 8.  | Junior's Wailing    | Kieran White, Martin Pugh             | 3:35  |
| 9.  | Someone's Learning  | Lancaster                             | 8:08  |
| 10. | In My Chair         | Rossi, Young                          | 3:45  |
| 11. | Railroad            | Rossi, Young                          | 6:14  |
| 12. | Don't Waste My Time | Rossi, Young                          | 4:31  |
| 13. | Paper Plane         | Rossi, Young                          | 3:38  |
| 14. | Roadhouse Blues     | Morrison, Manzarek, Krieger, Densmore | 15:48 |
| 15. | Bye Bye Johnny      | Chuck Berry                           | 5:15  |

## Musiciens
Status Quo
- Francis Rossi : chant, guitare solo, rythmique et acoustique 12 cordes.
- Rick Parfitt : chant, guitares électriques et acoustiques, piano, orgue.
- Alan Lancaster : chant, basse, guitare acoustique 12 cordes.
- John Coghlan : batterie, percussions.

Musiciens additionnels
- Robert Young : harmonica.
- Jimmy Horowitz : piano.

## Charts et certification

### Album
Charts
| Pays                           | Durée du classement | Meilleur classement | Date             |
| ------------------------------ | ------------------- | ------------------- | ---------------- |
| Allemagne (GfK Entertainment)  | 2 semaines          | 31e                 | 29 décembre 1972 |
| Australie (Go-Set Album Chart) | 5 semaines          | 16e                 | 12 mai 1973      |
| Écosse (Scottish Album Chart)  | 1 semaine           | 83e                 | 5 avril 2014     |
| Norvège (VG-lista)             | 2 semaines          | 23e                 | 2 avril 1973     |
| Royaume-Uni (UK Albums Chart)  | 38 semaines         | 5e                  | 11 février 1973  |

Certification
| Pays   | Certification | Ventes    | Date |
| ------ | ------------- | --------- | ---- |
| France | Or            | 100 000 + | 1977 |

### Single
| Single      | Chart            | Durée du classement | Position | Date            |
| ----------- | ---------------- | ------------------- | -------- | --------------- |
| Paper Plane | Single Top 100   | 3 semaines          | 42e      | 19 février 1973 |
| Paper Plane | UK Singles Chart | 11 semaines         | 8e       | 4 février 1973  |